# Tafadzwa Kutinyu
Tafadzwa Kutinyu (Harare, 22 dicembre 1994) è un calciatore zimbabwese, centrocampista dell'Horoya e della nazionale zimbabwese.